# Essina
Essina is een geslacht van vlinders van de familie snuitmotten (Pyralidae), uit de onderfamilie Pyralinae.

## Soorten
- E. actenioides (Rebel, 1914)
- E. atribasalis Ragonot, 1890